# All Hail Urusei Yatsura
All Hail Urusei Yatsura è il primo EP del gruppo musicale scozzese Urusei Yatsura.

## Tracce
1. It is – 3:21
2. Death 2 Everyone – 2:46
3. Yeah – 2:48
4. Saturn – 4:15
5. On Your Mind – 3:37
6. Teenage Dream – 3:24